# Leichtathletik-Europameisterschaften 1962/400 m Hürden der Männer

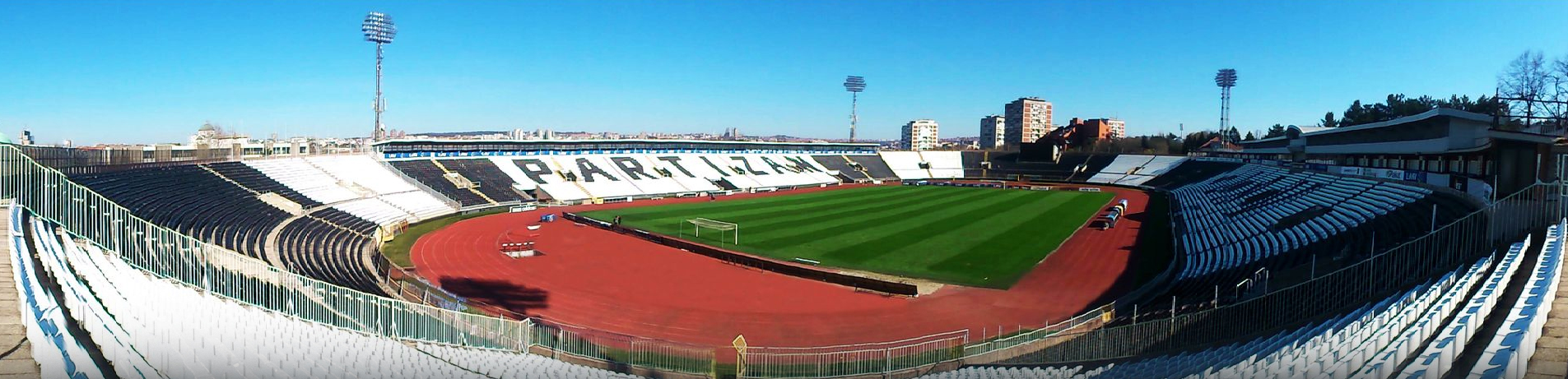
Panoramablick auf das Partizan-Stadion 2014 – 52 Jahre
nach den dortigen Europameisterschaften

Der 400-Meter-Hürdenlauf der Männer bei den Leichtathletik-Europameisterschaften 1962 wurde vom 12. bis 14. September 1962 im Belgrader Partizan-Stadion ausgetragen.
Zwei deutsche Läufer gewannen in diesem Wettbewerb mit Silber und Bronze zwei Medaillen für das gesamtdeutsche Team. Europameister wurde der Italiener Salvatore Morale, der im Finale den bestehenden Weltrekord egalisierte. Auf den zweiten Platz kam Jörg Neumann. Der Olympiavierte von 1960 Helmut Janz gewann die Bronzemedaille.

## Rekorde

### Bestehende Rekorde
| Weltrekord           | 49,2 s | Glenn Davis   | OS Rom, Italien  | 2. September 1960 |
| Europarekord         | 49,9 s | Helmut Janz   | OS Rom, Italien  | 2. September 1960 |
| Meisterschaftsrekord | 50,5 s | Anatoli Julin | EM Bern, Schweiz | 29. August 1954   |

Anmerkung zum Europarekord:

In einigen Quellen wird Salvatore Morale mit 49,7 s, erzielt in einem Rennen über 440 Yards am 15. Oktober 1961 in Rom, als Europarekordinhaber genannt. Bei dieser Zeit handelt es sich allerdings um einen aus seiner Siegerzeit von 50,1 s heruntergerechneten Wert für die 400-Meter-Strecke. Somit war diese Leistung nicht anerkennungsfähig.

### Rekordverbesserungen / -gealisierungen
Der bestehende EM-Rekord wurde zweimal verbessert. Darüber hinaus gab es die Egalisierung des Weltrekords (gleichzeitig Verbesserung des Europarekords) sowie zwei neue Landesrekorde.
- Meisterschaftsrekorde:
  - 50,0 s – Salvatore Morale (Italien), erstes Halbfinale am 13. September
  - 49,2 s – Salvatore Morale (Italien), Finale am 14. September
- Weltrekordegalisierung / Europarekordverbesserung:
  - 49,2 s – Salvatore Morale (Italien), Finale am 14. September
- Landesrekorde:
  - 51,4 s – Edmond Van Praagh (Frankreich), dritter Vorlauf am 12. September
  - 51,3 s – Edmond Van Praagh (Frankreich), erstes Halbfinale am 13. September

## Vorrunde
12. September 1962, 16.50 Uhr
Die Vorrunde wurde in vier Läufen durchgeführt. Die ersten drei Athleten pro Lauf – hellblau unterlegt – qualifizierten sich für das Halbfinale.

### Vorlauf 1
| Platz | Name           | Nation      | Zeit (s) |
| ----- | -------------- | ----------- | -------- |
| 1     | Helmut Janz    | Deutschland | 51,0     |
| 2     | Boris Krjunow  | Sowjetunion | 51,7     |
| 3     | Valeriu Jurcă  | Rumänien    | 52,0     |
| 4     | Helmut Haid    | Österreich  | 52,7     |
| 5     | Hannu Ehoniemi | Finnland    | 52,8     |
| 6     | Fahir Özgüden  | Türkei      | 54,4     |

### Vorlauf 2
| Platz | Name                     | Nation         | Zeit (s) |
| ----- | ------------------------ | -------------- | -------- |
| 1     | Salvatore Morale         | Italien        | 51,4     |
| 2     | Jussi Rintamäki          | Finnland       | 52,4     |
| 3     | Chris Surety             | Großbritannien | 52,8     |
| 4     | Dimitar Dimitrow         | Bulgarien      | 53,1     |
| 5     | François Van Cauwenbergh | Belgien        | 53,5     |
| 6     | Athanasios Mylonopoulos  | Griechenland   | 54,9     |

### Vorlauf 3
| Platz | Name                   | Nation         | Zeit (s) |
| ----- | ---------------------- | -------------- | -------- |
| 1     | Edmond Van Praagh      | Frankreich     | 51,4 NR  |
| 2     | Georgi Tschewitschalow | Sowjetunion    | 52,0     |
| 3     | Joachim Singer         | Deutschland    | 52,0     |
| 4     | John Cooper            | Großbritannien | 52,4     |
| 5     | Zdzisław Kumiszcze     | Polen          | 52,6     |
| DNS   | Roberto Frinolli       | Italien        |          |

### Vorlauf 4
| Platz | Name             | Nation         | Zeit (s) |
| ----- | ---------------- | -------------- | -------- |
| 1     | Wassyl Anissimow | Sowjetunion    | 51,8     |
| 2     | Bruno Galliker   | Schweiz        | 52,2     |
| 3     | Jörg Neumann     | Deutschland    | 52,8     |
| 4     | Robin Woodland   | Großbritannien | 53,1     |
| 5     | Jan Gulbrandsen  | Norwegen       | 53,8     |

## Halbfinale
13. September 1962
In den beiden Halbfinalläufen qualifizierten sich die jeweils ersten drei Athleten – hellblau unterlegt – für das Finale.

### Lauf 1

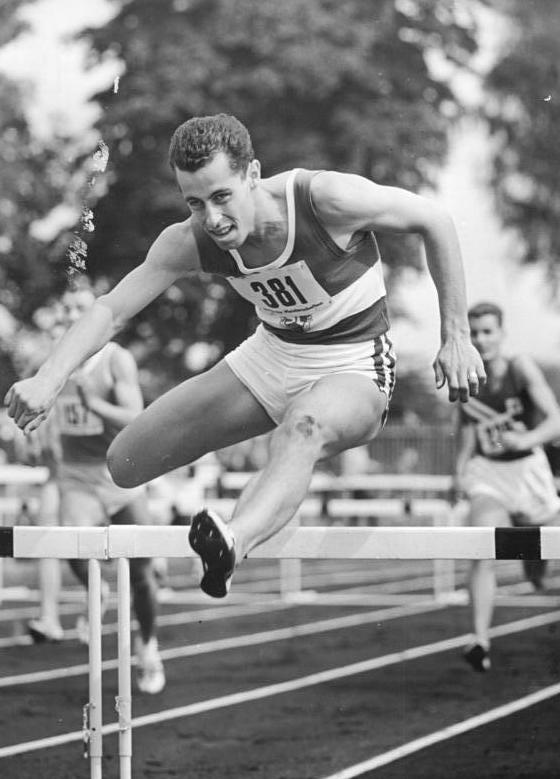
Joachim Singer erreichte das Halbfinale und schied dort als Sechster des ersten Rennens aus

| Platz | Name              | Nation      | Zeit (s) |
| ----- | ----------------- | ----------- | -------- |
| 1     | Salvatore Morale  | Italien     | 50,0 CR  |
| 2     | Jörg Neumann      | Deutschland | 50,6     |
| 3     | Boris Krjunow     | Sowjetunion | 50,9     |
| 4     | Edmond Van Praagh | Frankreich  | 51,3 NR  |
| 5     | Bruno Galliker    | Schweiz     | 51,3     |
| 6     | Joachim Singer    | Deutschland | 51,4     |

### Lauf 2
| Platz | Name                   | Nation         | Zeit (s) |
| ----- | ---------------------- | -------------- | -------- |
| 1     | Wassyl Anissimow       | Sowjetunion    | 51,0     |
| 2     | Jussi Rintamäki        | Finnland       | 51,0     |
| 3     | Helmut Janz            | Deutschland    | 51,1     |
| 4     | Georgi Tschewitschalow | Sowjetunion    | 51,6     |
| 5     | Chris Surety           | Großbritannien | 52,0     |
| 6     | Valeriu Jurcă          | Rumänien       | 52,8     |

## Finale
14. September 1962, 20.45 Uhr
| Platz | Name             | Nation      | Zeit (s) |
| ----- | ---------------- | ----------- | -------- |
| 1     | Salvatore Morale | Italien     | 49,2 WRe |
| 2     | Jörg Neumann     | Deutschland | 50,3     |
| 3     | Helmut Janz      | Deutschland | 50,5     |
| 4     | Jussi Rintamäki  | Finnland    | 50,8     |
| 5     | Boris Krjunow    | Sowjetunion | 51,3     |
| 6     | Wassyl Anissimow | Sowjetunion | 54,2     |